# Клер Фој
Клер Елизабет Фој (енгл. Claire Elizabeth Foy; Стокпорт, 16. април 1984) енглеска је глумица. Најпознатија је по насловној улози у Би-Би-Си-јевој серији Мала Дорит из 2008, по улози младе Елизабете II у Нетфликсовој серији Круна и Ане Болејн у Би-Би-Си-јевој мини-серији Вучје легло.
Такође је позната по улогама Персефоне Товин у серији Горе доле (2010–12), Ерин Метјуз у серији Обећање (2011) и Кејт Балфор у серији Укрштене кости (2014), а наступила је и у филмовима Сезона вештице и Вампирска академија.